# Arabella Country Estate
Het Arabella Country Estate - of het Arabella Golf Club - is een golfclub in Kleinmond, Zuid-Afrika en werd opgericht in 1999. De golfbaan werd ontworpen door de golfbaanarchitect Peter Matkovich. Het is een 18 holesbaan met een par van 72.

## Golftoernooien
De golfclub ontving af en toe grote golftoernooien:
- Coca-Cola Charity Championship: 2006 & 2007
- Nelson Mandela Invitational: 2004-2006
- Vodacom Origins of Golf Tour: 2004, 2006, 2007, 2008, 2011 & 2014